# Шарка (змија)
Шарка (лат. Vipera berus) је змија отровница из рода Vipera, врло распрострањена у свету. Отров убризгава уједом, кроз жлеб отровног зуба. Отров споро делује и није нарочито снажан, али може да усмрти и човека.
Позната по мноштву уобичајених имена укључујући гуја и поскок, ова змија је била предмет многих фолклорних дела у европским земљама. Шарке се не сматрају посебно опасним; ова змија није агресивна и обично уједа само када се заиста испровоцира, згази или подигне. Уједи могу бити веома болни, али су ретко фатални. Специфично име, berus, је новолатинско и једно време се користило за означавање змије, Natrix natrix.

## Физичке особине
Шарка је здепаста и спора, веома кратког репа, овалне и пљоснате главе, која се јасно одваја од трупа. Реп заузима око 14% укупне дужине тела, при чему мужјаци имају пропорционално дужи реп. Мужјаци, који су мањи од женки, имају сиву боју, док су женке црвенкасто-смеђе. Јединке оба пола дуж леђа имају тамну, вијугаву пругу са тамним мрљама по боковима. Трбух је од сиве до црне боје посут белим тачкама, а доња страна репа од жуте до црвене боје. Адултна јединка обично нарасте до 65 центиметара у дужину. Дорзалних крљушти је најчешће 21 око средине трупа. Број супралабијалних плочица је осам или девет. 
Има велику главу, уски врат и дебело тело које је мање и елегантније од поскоковог, са косом испрекиданом пругом која јој служи за прикривање. Језик јој је дуг и рашљаст.

## Отров и исхрана
Као и остале врсте из истог рода, шарке не прогоне свој плен него чекају да дође у близину и тада га нападају са смртоносном ефикасношћу. Шарка је доста спора и трома змија, а приликом хватања енергично гризе. У поређењу са својим већим сродницима, шарка је ретко претња за човека, али је за мале животиње тренутно смртоносна. Њени отровни зуби леже преклопљени у чељустима а избацују се према напред кад напада. Након што нападне, шарка чека да отров почне да делује, јер ће плен појести тек кад буде мртав. Њен отров је хемотоксичан, што значи да се ткиво распада те делује на крвоток. Неки научници шаркин отров сматрају отровнијим и од поскоковог, сврставајући га чак међу најотровније у змијском свету, али верују да шарка због мање количине отрова који може убризгати у рану не представља ни приближну опасност као поскок. Бројне статистике указују да у већем делу Европе људи чешће умиру од убода пчела него од угриза ове змије.
Шарка се храни гуштерима, жабама, малим сисарима, понекад слепићима и младим птицама као и птичијим јајима. Понекад, мада врло ретко, храни се чак и малим кунама.

## Распрострањеност
Живе на различитим местима — на влажним низијским ливадама, у шумама и планинским кршним пределима. У планинама се налази на висинама од 1200 до 3000 m надморске висине. Дању се радо сунча, добро плива и чешћа је од осталих европских змија. Живи у рупама у тлу где спава зимским сном, често више њих у једном клупку. У правилу нерадо дели станиште са поскоком.
Шарка спада међу најраспрострањеније гмизавце на свету. Живи од Пиринеја на западу преко целе Европе и Азије до Тихог океана на истоку.
У Србији је ово заштићена врста и углавном се налази у планинским пределима попут Старе планине, Суве планине, Копаонику и Фрушкој гори.
У Републици Српској шарка је дистрибуирана спорадично, а присутне су низијске и планинске популације. Све популације припадају подврсти 
Vipera berus bosniensis.
Налази низијских популација шарке у Републици Српској су познати за следеће локалитете: Дервента, Лијешће, Градина Доња, Долина Доња, Громижељ, рамсарско подручје Бардача. Планинске популације су забиљежене на следећим локалитетима: пут Гацко-Автовац до Корита, Билећа, Вучија Лука код Сарајева, Требевић код Сарајева, Бориловац, Лисина врх, Срнетица планина котар Кључ, Гола Јахорина, Калиновик, шуме јужно од Калиновика и Гвозно, подручје прашуме Лелија-Зеленгора, Сутјеска, Трескавица, Маглић, Зеленгора, посебно Орловачко језеро и Доње баре, Лелија (маркирани пут) према Зеленгори и Градишка (Кочићево). Напомена - аутор Veith (1991а)сматра да су налази шарке за Требиње и Билећу вероватно засновани на погрешној идентификацији и да карактеристике терена искључују њену појаву у ниској, голој и ретко пошумљеној Херцеговини.

## Размножавање
Шарке се паре у другој половини априла или током маја, а женка крајем лета рађа од 3 до 18 живих младунаца.